# Vasaloppet 2017
Vasaloppet 2017 avgjordes söndagen den 5 mars 2017 mellan Berga by i Sälen och Mora och var det 93:e Vasaloppet. Totalt hade 15 800 deltagare anmält sig till tävlingen vilket också var det maximala antalet som arrangören tillät. Starten gick klockan 08:00 (UTC+1). Vinnare på herrsidan blev John Kristian Dahl från Norge på tiden 03:57:18. På damsidan vann Britta Johansson Norgren på tiden 04:19:43.
Av deltagarna var ungefär 14 procent kvinnor. Bland alla skidåkare under vasaloppsveckan fanns 37 procent kvinnor. I genomsnitt var deltagarna 42,0 år gamla och de gjorde i medel med årets upplaga 3,8 Vasalopp. I Vasaloppet 2017 var personer från 43 länder med. Regerande mästare var John Kristian Dahl, Norge och Kateřina Smutná, Österrike. På grund av Mora-Nisses 100-årsdag som firades 2017 uppmuntrades alla deltagare att bära röd mösse.

## Slutresultat, herrar[2]
Not: Pl = Placering, Nr = Startnummer, Tid = Sluttid
| Pl | Nr  | Namn                | Klubb         | Land     | Tid      |
| -- | --- | ------------------- | ------------- | -------- | -------- |
| 1  | 1   | John Kristian Dahl  |               | Norge    | 03:57:18 |
| 2  | 18  | Andreas Nygaard     |               | Norge    | 03:57:18 |
| 3  | 2   | Stian Hoelgaard     |               | Norge    | 03:57:18 |
| 4  | 6   | Markus Ottosson     | Skellefteå SK | Sverige  | 03:57:18 |
| 5  | 27  | Tord Asle Gjerdalen |               | Norge    | 03:57:19 |
| 6  | 170 | Ilja Tjernousov     |               | Ryssland | 03:57:20 |
| 7  | 14  | Anders Aukland      |               | Norge    | 03:57:20 |
| 8  | 31  | Jens Eriksson       | Dala-Floda IF | Sverige  | 03:57:22 |
| 9  | 12  | Petr Novak          |               | Tjeckien | 03:57:25 |
| 10 | 10  | Oskar Kardin        | Östersunds SK | Sverige  | 03:57:25 |

## Slutresultat, damer[2]
Not: Pl = Placering, Nr = Startnummer, Tid = Sluttid
| Pl | Nr  | Namn                     | Klubb                          | Land     | Tid      |
| -- | --- | ------------------------ | ------------------------------ | -------- | -------- |
| 1  | 502 | Britta Johansson Norgren | Sollefteå Skidor IF            | Sverige  | 04:19:43 |
| 2  | 505 | Astrid Øyre Slind        |                                | Norge    | 04:21:21 |
| 3  | 506 | Sara Lindborg            | Östersunds SK                  | Sverige  | 04:28:47 |
| 4  | 507 | Emilia Lindstedt         | Falun Borlänge SK              | Sverige  | 04:30:57 |
| 5  | 503 | Lina Korsgren            | Åre Längdskidklubb             | Sverige  | 04:33:31 |
| 6  | 514 | Laila Kveli              |                                | Norge    | 04:36:56 |
| 7  | 509 | Heli Heiskanen           |                                | Finland  | 04:41:02 |
| 8  | 523 | Nina Lintzén             | Föreningen Studentidrott Luleå | Sverige  | 04:43:05 |
| 9  | 532 | Maria Rydqvist           | Älvdalens IF                   | Sverige  | 04:46:53 |
| 10 | 531 | Monique Siegel           |                                | Tyskland | 04:49:09 |

## Spurtpriser

### Herrar[4]
| Kontroll     | Nr | Namn            | Klubb     | Land    | Tid      |
| ------------ | -- | --------------- | --------- | ------- | -------- |
| Smågan       | 61 | Vegard Vinje    |           | Norge   | 00:31:30 |
| Mångsbodarna | 61 | Vegard Vinje    |           | Norge   | 01:06:05 |
| Risberg      | 34 | Anton Karlsson  | Åsarna IK | Sverige | 01:33:24 |
| Evertsberg   | 21 | Petter Eliassen |           | Norge   | 02:08:39 |
| Oxberg       | 61 | Vegard Vinje    |           | Norge   | 02:44:49 |
| Hökberg      | 21 | Petter Eliassen |           | Norge   | 03:08:40 |
| Eldris       | 2  | Stian Hoelgaard |           | Norge   | 03:35:06 |

### Damer[4]
| Kontroll     | Nr  | Namn                     | Klubb               | Land    | Tid      |
| ------------ | --- | ------------------------ | ------------------- | ------- | -------- |
| Smågan       | 502 | Britta Johansson Norgren | Sollefteå Skidor IF | Sverige | 00:34:01 |
| Mångsbodarna | 502 | Britta Johansson Norgren | Sollefteå Skidor IF | Sverige | 01:11:08 |
| Risberg      | 505 | Astrid Øyre Slind        |                     | Norge   | 01:40:02 |
| Evertsberg   | 502 | Britta Johansson Norgren | Sollefteå Skidor IF | Sverige | 02:18:04 |
| Oxberg       | 502 | Britta Johansson Norgren | Sollefteå Skidor IF | Sverige | 02:56:21 |
| Hökberg      | 502 | Britta Johansson Norgren | Sollefteå Skidor IF | Sverige | 03:23:05 |
| Eldris       | 502 | Britta Johansson Norgren | Sollefteå Skidor IF | Sverige | 03:53:31 |